# NGC 3404
NGC 3404 este o galaxie spirală situată în constelația Hidra. A fost descoperită în 1880 de către . Se află la o distanță de 53,7 de megaparseci de Pământ.